# Слобода Чачак
Слобода је српско предузеће за производњу муниције и муниције основано 1948. Њено седиште је у Чачку. Са око 2.000 запослених, једно је од највећих предузећа у Чачку и Моравичком округу.

## Историја
Слобода је основана 1948. године од стране југословенске владе. У Југославији било је једно од највећих предузећа у земљи, са око 7.000 запослених. Производио је разне производе, за војну употребу и за кућне апарате. Производња је знатно смањена током распада Југославије 1990-их, када су западне земље увеле санкције Србији и Црној Гори. Током НАТО бомбардовања Југославије 1999. године објекти компаније су више пута бомбардовани.
2016. године реконструисан је и пуштен у рад један од његових уништених објеката. У новембру 2017. године, некадашња подружница угледне компаније „Слобода апарати“, коначно је пренела своје објекте у Слободу Чачак. Влада Србије је током 2017. године уложила два милиона евра у модернизацију предузећа, за потребе одбрамбене индустрије. Од 2010. до 2017. године у објекат компаније уложено је 30 милиона евра. Од 2017. године компанија има око 2.300 запослених и нове уговоре вредне 150 милиона евра. Министар одбране Србије је у мају 2018. најавио даља улагања у наредне три године.
2018. године компанија је прославила 70 година постојања.

## Производи
Слобода производи различите врсте муниције и РПГ-ова.
Међу њима су:
- М-79 Оса
- М-80 Зоља
- М-90 Стршљен
- 100мм, 125мм тенковска муниција
- Муниција калибра 20, 23, 30, 37, 40 и 57 мм
- Артиљеријска муниција 76, 100, 105, 122, 152, 155 мм [7]

## Инциденти
У пиротехничком одељењу фабрике 12. јануара 2010. године повређен је један радник у експлозији.
27. децембра 2010. године дошло је до серије експлозија у одељењу пиротехнике, али нико није повређен. 1. јула 2013. у експлозији у производној линији повређена су два радника.
Четвртог јуна 2021. године (у раним јутарњим сатима) дошло је до серије експлозија у складишту муниције, што је изазвало велики пожар. Неколико радника и оближњих становника је евакуисано, али нема извештаја о повређенима.
19. јуна 2021. године (око 20 часова) дошло је до једне велике експлозије у складишту барута; три запослена су повређена.

## Занимљивости
Поводом 75 година од оснивања, у чачанском Културном центру је одржана изложба Слободиних кућних апарата.

## Галерија
- Слобода производи
- Рекламни постер
- Усисивач
- Пећи Слобода
- Рингле
- Слобода клима уређај